# Оскар (кинопремия, 1966)
38-я церемония вручения наград премии «Оскар» за заслуги в области кинематографа за 1965 год состоялась 18 апреля 1966 года в Santa Monica Civic Auditorium (Санта-Моника, округ Лос-Анджелес, Калифорния). Впервые церемония наград премии «Оскар» транслировалась по ABC в цветном формате.

## Фильмы, получившие несколько номинаций
| Фильм                                                   | номинации | победы |
| ------------------------------------------------------- | --------- | ------ |
| • Звуки музыки / The Sound of Music                     | 10        | 5      |
| • Доктор Живаго / Doctor Zhivago                        | 10        | 5      |
| • Корабль дураков / Ship of Fools                       | 8         | 2      |
| • Дорогая / Darling                                     | 5         | 3      |
| • Кэт Баллу / Cat Ballou                                | 5         | 1      |
| • Клочок синевы / A Patch of Blue                       | 5         | 1      |
| • Большие гонки / The Great Race                        | 5         | 1      |
| • Муки и радости / The Agony and the Ecstasy            | 5         | -      |
| • Величайшая из когда-либо рассказанных историй (англ.) | 5         | -      |
| • Тысяча клоунов / A Thousand Clowns                    | 4         | 1      |
| • Отелло / Othello                                      | 4         | -      |
| • Шербурские зонтики / Les parapluies de Cherbourg      | 4         | -      |
| • Коллекционер / The Collector                          | 3         | -      |
| • Внутренний мир Дэйзи Кловер / Inside Daisy Clover     | 3         | -      |
| • Шпион, пришедший с холода (англ.)                     | 2         | -      |
| • Полёт Феникса / The Flight of the Phoenix             | 2         | -      |
| • Король Крыса / King Rat                               | 2         | -      |
| • Моритури / Morituri                                   | 2         | -      |
| • Тонкая нить / The Slender Thread                      | 2         | -      |

## Список лауреатов и номинантов
★ Победители выделены отдельным цветом. 

### Основные категории
| Категории                                                  | Лауреаты и номинанты | Лауреаты и номинанты                                                              |
| ---------------------------------------------------------- | --- | --------------------------------------------------------------------------------- |
| Лучший фильм                                               | ★ Звуки музыки / The Sound of Music (продюсер: Роберт Уайз)                                                                 | ★ Звуки музыки / The Sound of Music (продюсер: Роберт Уайз)                       |
| Лучший фильм                                               | • Дорогая / Darling (продюсер: Джозеф Янни)                                                                                 |                                                                                   |
| Лучший фильм                                               | • Доктор Живаго / Doctor Zhivago (продюсер: Карло Понти)                                                                    |                                                                                   |
| Лучший фильм                                               | • Корабль дураков / Ship of Fools (продюсер: Стэнли Крамер)                                                                 |                                                                                   |
| Лучший фильм                                               | • Тысяча клоунов / A Thousand Clowns (продюсер: Фред Коу)                                                                   |                                                                                   |
| Лучший режиссёр                                            | Роберт Уайз | ★ Роберт Уайз за фильм «Звуки музыки»                                             |
| Лучший режиссёр                                            | Роберт Уайз | • Уильям Уайлер — «Коллекционер»                                                  |
| Лучший режиссёр                                            | Роберт Уайз | • Джон Шлезингер — «Дорогая»                                                      |
| Лучший режиссёр                                            | Роберт Уайз | • Дэвид Лин — «Доктор Живаго»                                                     |
| Лучший режиссёр                                            | Роберт Уайз | • Хироси Тэсигахара — «Женщина в песках»                                          |
| Лучшая мужская роль                                        | Ли Марвин | ★ Ли Марвин — «Кэт Баллу» (за двойную роль Кида Шиллина и Тима Строна)            |
| Лучшая мужская роль                                        | Ли Марвин | • Ричард Бёртон — «Шпион, пришедший с холода» (за роль Алека Лимаса)              |
| Лучшая мужская роль                                        | Ли Марвин | • Лоренс Оливье — «Отелло» (за роль Отелло)                                       |
| Лучшая мужская роль                                        | Ли Марвин | • Род Стайгер — «Ростовщик» (за роль Сола Назермана)                              |
| Лучшая мужская роль                                        | Ли Марвин | • Оскар Вернер — «Корабль дураков» (за роль доктора Вилли Шуманна)                |
| Лучшая женская роль                                        | | ★ Джули Кристи — «Дорогая» (за роль Дианы Скотт)                                  |
| Лучшая женская роль                                        | • Джули Эндрюс — «Звуки музыки» (за роль Марии)                                                                             |                                                                                   |
| Лучшая женская роль                                        | • Саманта Эггар — «Коллекционер» (за роль Миранды Грей)                                                                     |                                                                                   |
| Лучшая женская роль                                        | • Элизабет Хартман — «Клочок синевы» (за роль Селины Д’Арси)                                                                |                                                                                   |
| Лучшая женская роль                                        | • Симона Синьоре — «Корабль дураков» (за роль графини Ла Кондеса)                                                           |                                                                                   |
| Лучшая мужская роль второго плана                          | Мартин Болсам | ★ Мартин Болсам — «Тысяча клоунов» (за роль Арнольда Бёрнса)                      |
| Лучшая мужская роль второго плана                          | Мартин Болсам | • Иэн Бэннен — «Полёт Феникса» (за роль Кроу)                                     |
| Лучшая мужская роль второго плана                          | Мартин Болсам | • Том Кортни — «Доктор Живаго» (за роль Паши Антипова/Стрельникова)               |
| Лучшая мужская роль второго плана                          | Мартин Болсам | • Майкл Данн — «Корабль дураков» (за роль Карла Глокена)                          |
| Лучшая мужская роль второго плана                          | Мартин Болсам | • Фрэнк Финлей — «Отелло» (за роль Яго)                                           |
| Лучшая женская роль второго плана                          | Шелли Уинтерс | ★ Шелли Уинтерс — «Клочок синевы» (за роль Роуз-Энн Д’Арси)                       |
| Лучшая женская роль второго плана                          | Шелли Уинтерс | • Рут Гордон — «Внутренний мир Дэйзи Кловер» (за роль миссис Кловер)              |
| Лучшая женская роль второго плана                          | Шелли Уинтерс | • Джойс Редман — «Отелло» (за роль Эмилии)                                        |
| Лучшая женская роль второго плана                          | Шелли Уинтерс | • Мэгги Смит — «Отелло» (за роль Дездемоны)                                       |
| Лучшая женская роль второго плана                          | Шелли Уинтерс | • Пегги Вуд — «Звуки музыки» (за роль настоятельницы монастыря)                   |
| Лучший сценарий, созданный непосредственно для экранизации | ★ Фредерик Рафаэл — «Дорогая»                                                                                               | ★ Фредерик Рафаэл — «Дорогая»                                                     |
| Лучший сценарий, созданный непосредственно для экранизации | • Адженоре Инкроччи, Фурио Скарпелли, Марио Моничелли, Тонино Гуэрра, Джорджо Сальвиони, Сузо Чекки Д'Амико — «Казанова 70» |                                                                                   |
| Лучший сценарий, созданный непосредственно для экранизации | • Джек Дейвис и Кен Эннакин — «Воздушные приключения»                                                                       |                                                                                   |
| Лучший сценарий, созданный непосредственно для экранизации | • Франклин Коэн и Фрэнк Дэвис — «Поезд»                                                                                     |                                                                                   |
| Лучший сценарий, созданный непосредственно для экранизации | • Жак Деми — «Шербурские зонтики»                                                                                           |                                                                                   |
| Лучший адаптированный сценарий                             | ★ Роберт Болт — «Доктор Живаго» (по одноимённому роману Бориса Пастернака)                                                  | ★ Роберт Болт — «Доктор Живаго» (по одноимённому роману Бориса Пастернака)        |
| Лучший адаптированный сценарий                             | • Уолтер Ньюман и Фрэнк Пирсон — «Кэт Баллу» (по роману Роя Чанслора «The Ballad of Cat Ballou»)                            |                                                                                   |
| Лучший адаптированный сценарий                             | • Стэнли Манн и Джон Кон — «Коллекционер» (по одноимённому роману Джона Фаулза)                                             |                                                                                   |
| Лучший адаптированный сценарий                             | • Эбби Манн — «Корабль дураков» (по одноимённому роману Кэтрин Энн Портер)                                                  |                                                                                   |
| Лучший адаптированный сценарий                             | • Херб Гарднер — «Тысяча клоунов» (по одноимённой пьесе автора)                                                             |                                                                                   |
| Лучший фильм на иностранном языке                          | ★ Магазин на площади / Obchod na korze (Чехословакия) реж. Ян Кадар и Эльмар Клос                                           | ★ Магазин на площади / Obchod na korze (Чехословакия) реж. Ян Кадар и Эльмар Клос |
| Лучший фильм на иностранном языке                          | • Кровь на земле / Το χώμα βάφτηκε κόκκινο (Греция) реж. Василис Георгиадис                                                 |                                                                                   |
| Лучший фильм на иностранном языке                          | • Дорогой Джон / Käre John (Швеция) реж. Ларс-Магнус Линдгрен                                                               |                                                                                   |
| Лучший фильм на иностранном языке                          | • Квайдан: Повествование о загадочном и ужасном / 怪談 / Kaidan (Япония) реж. Масаки Кобаяси                                |                                                                                   |
| Лучший фильм на иностранном языке                          | • Брак по-итальянски / Matrimonio all’italiana (Италия) реж. Витторио Де Сика                                               |                                                                                   |

### Другие категории
| Лучшая музыка: Оригинальный саундтрек          | ★ Морис Жарр — «Доктор Живаго» |                                    |                                    |                                    |
| Лучшая музыка: Оригинальный саундтрек          | • Алекс Норт — «Муки и радости» |                                    |                                    |                                    |
| Лучшая музыка: Оригинальный саундтрек          | • Альфред Ньюман — «Величайшая из когда-либо рассказанных историй» |                                    |                                    |                                    |
| Лучшая музыка: Оригинальный саундтрек          | • Джерри Голдсмит — «Клочок синевы» |                                    |                                    |                                    |
| Лучшая музыка: Оригинальный саундтрек          | • Мишель Легран и Жак Деми — «Шербурские зонтики» |                                    |                                    |                                    |
| Лучшая музыка: Запись адаптированной партитуры | ★ Ирвин Костал — «Звуки музыки» |                                    |                                    |                                    |
| Лучшая музыка: Запись адаптированной партитуры | • Фрэнк Де Вол — «Кэт Баллу» |                                    |                                    |                                    |
| Лучшая музыка: Запись адаптированной партитуры | • Лайонел Ньюман и Александр Кураж — «Ищущие удовольствия» |                                    |                                    |                                    |
| Лучшая музыка: Запись адаптированной партитуры | • Дон Уолкер — «Тысяча клоунов» |                                    |                                    |                                    |
| Лучшая музыка: Запись адаптированной партитуры | • Мишель Легран — «Шербурские зонтики» |                                    |                                    |                                    |
| Лучшая песня к фильму                          | ★ The Shadow of Your Smile — «Кулик» — музыка: Джонни Мэндел, слова: Пол Фрэнсис Уэбстер                                                                                           |                                    |                                    |                                    |
| Лучшая песня к фильму                          | • The Ballad of Cat Ballou — «Кэт Баллу» — музыка: Джерри Ливингстон, слова: Мак Дэвид                                                                                             |                                    |                                    |                                    |
| Лучшая песня к фильму                          | • I Will Wait For You — «Шербурские зонтики» — музыка: Мишель Легран, слова: Жак Деми, англ. текст: Норман Гимбел                                                                  |                                    |                                    |                                    |
| Лучшая песня к фильму                          | • The Sweetheart Tree — «Большие гонки» — музыка: Генри Манчини, слова: Джонни Мёрсер                                                                                              |                                    |                                    |                                    |
| Лучшая песня к фильму                          | • What’s New Pussycat? — «Что нового, киска?» — музыка: Бёрт Бакарак, слова: Хэл Дэвид                                                                                             |                                    |                                    |                                    |
| Лучший монтаж                                  | ★ Уильям Рейнольдс — «Звуки музыки» |                                    |                                    |                                    |
| Лучший монтаж                                  | • Чарльз Нельсон — «Кэт Баллу» |                                    |                                    |                                    |
| Лучший монтаж                                  | • Норман Сэвадж — «Доктор Живаго» |                                    |                                    |                                    |
| Лучший монтаж                                  | • Майкл Лучиано — «Полёт Феникса» |                                    |                                    |                                    |
| Лучший монтаж                                  | • Ральф Э. Уинтерс — «Большие гонки» |                                    |                                    |                                    |
| Лучшая операторская работа (Чёрно-белый фильм) | ★ Эрнест Ласло — «Корабль дураков» | ★ Эрнест Ласло — «Корабль дураков» | ★ Эрнест Ласло — «Корабль дураков» | ★ Эрнест Ласло — «Корабль дураков» |
| Лучшая операторская работа (Чёрно-белый фильм) | • Лойал Григгс — «По методу Харма» |                                    |                                    |                                    |
| Лучшая операторская работа (Чёрно-белый фильм) | • Бёрнетт Гаффи — «Король Крыса» |                                    |                                    |                                    |
| Лучшая операторская работа (Чёрно-белый фильм) | • Конрад Л. Холл — «Моритури» |                                    |                                    |                                    |
| Лучшая операторская работа (Чёрно-белый фильм) | • Роберт Бёркс — «Клочок синевы» |                                    |                                    |                                    |
| Лучшая операторская работа (Цветной фильм)     | ★ Фредди Янг — «Доктор Живаго» |                                    |                                    |                                    |
| Лучшая операторская работа (Цветной фильм)     | • Леон Шамрой — «Муки и радости» |                                    |                                    |                                    |
| Лучшая операторская работа (Цветной фильм)     | • Расселл Хэрлан — «Большие гонки» |                                    |                                    |                                    |
| Лучшая операторская работа (Цветной фильм)     | • Уильям С. Меллор (посмертно) и Лойал Григгс — «Величайшая из когда-либо рассказанных историй»                                                                                    |                                    |                                    |                                    |
| Лучшая операторская работа (Цветной фильм)     | • Тед Д. МакКорд — «Звуки музыки» |                                    |                                    |                                    |
| Лучшая работа художника (Чёрно-белый фильм)    | ★ Роберт Клэтворти (постановщик), Джозеф Киш (декоратор) — «Корабль дураков» |                                    |                                    |                                    |
| Лучшая работа художника (Чёрно-белый фильм)    | • Роберт Эммет Смит (постановщик), Фрэнк Таттл (декоратор) — «Король Крыса» |                                    |                                    |                                    |
| Лучшая работа художника (Чёрно-белый фильм)    | • Джордж У. Дэвис, Ури МакКлири (постановщики), Генри Грэйс, Чарльз С. Томпсон (декораторы) — «Клочок синевы»                                                                      |                                    |                                    |                                    |
| Лучшая работа художника (Чёрно-белый фильм)    | • Хэл Перейра, Джек Поплин (постановщики), Роберт Р. Бентон, Джозеф Киш (декораторы) — «Тонкая нить»                                                                               |                                    |                                    |                                    |
| Лучшая работа художника (Чёрно-белый фильм)    | • Хэл Перейра, Тамби Ларсен, Тед Маршалл (постановщики), Джози МакАвин (декоратор) — «Шпион, пришедший с холода»                                                                   |                                    |                                    |                                    |
| Лучшая работа художника (Цветной фильм)        | ★ Джон Бокс, Теренс Марш (постановщики), Дарио Симони (декоратор) — «Доктор Живаго»                                                                                                |                                    |                                    |                                    |
| Лучшая работа художника (Цветной фильм)        | • Джон ДеКуир, Джек Мартин Смит (постановщики), Дарио Симони (декоратор) — «Муки и радости»                                                                                        |                                    |                                    |                                    |
| Лучшая работа художника (Цветной фильм)        | • Ричард Дэй, Уильям Дж. Кребер, Дэвид С. Холл (посмертно) (постановщики), Рэй Мойер, Фред М. Маклин, Норман Рокетт (декораторы) — «Величайшая из когда-либо рассказанных историй» |                                    |                                    |                                    |
| Лучшая работа художника (Цветной фильм)        | • Роберт Клэтворти (постановщик), Джордж Джеймс Хопкинс (декоратор) — «Внутренний мир Дэйзи Кловер»                                                                                |                                    |                                    |                                    |
| Лучшая работа художника (Цветной фильм)        | • Борис Левен (постановщик), Уолтер М. Скотт, Руби Р. Левитт (декораторы) — «Звуки музыки»                                                                                         |                                    |                                    |                                    |
| Лучший дизайн костюмов (Чёрно-белый фильм)     | ★ Джули Харрис — «Дорогая» |                                    |                                    |                                    |
| Лучший дизайн костюмов (Чёрно-белый фильм)     | • Мосс Мэбри — «Моритури» |                                    |                                    |                                    |
| Лучший дизайн костюмов (Чёрно-белый фильм)     | • Ховард Шоуп — «Жизнь на всю катушку» |                                    |                                    |                                    |
| Лучший дизайн костюмов (Чёрно-белый фильм)     | • Билл Томас, Жан Луи — «Корабль дураков» |                                    |                                    |                                    |
| Лучший дизайн костюмов (Чёрно-белый фильм)     | • Эдит Хэд — «Тонкая нить» |                                    |                                    |                                    |
| Лучший дизайн костюмов (Цветной фильм)         | ★ Филлис Далтон — «Доктор Живаго» |                                    |                                    |                                    |
| Лучший дизайн костюмов (Цветной фильм)         | • Витторио Нино Новарезе — «Муки и радости» |                                    |                                    |                                    |
| Лучший дизайн костюмов (Цветной фильм)         | • Витторио Нино Новарезе, Марджори Бест — «Величайшая из когда-либо рассказанных историй»                                                                                          |                                    |                                    |                                    |
| Лучший дизайн костюмов (Цветной фильм)         | • Эдит Хэд, Билл Томас — «Внутренний мир Дэйзи Кловер» |                                    |                                    |                                    |
| Лучший дизайн костюмов (Цветной фильм)         | • Дороти Джикинс — «Звуки музыки» |                                    |                                    |                                    |
| Лучший звук                                    | ★ Джеймс П. Коркоран (20th Century-Fox SSD), Фред Хайнс (Todd-AO SSD) — «Звуки музыки»                                                                                             |                                    |                                    |                                    |
| Лучший звук                                    | • Джеймс П. Коркоран (20th Century-Fox Studio Sound Department) — «Муки и радости»                                                                                                 |                                    |                                    |                                    |
| Лучший звук                                    | • А. У. Уоткинс (M-G-M British SSD), Франклин Милтон (M-G-M SSD) — «Доктор Живаго»                                                                                                 |                                    |                                    |                                    |
| Лучший звук                                    | • Джордж Р. Гровс (Warner Bros. Studio Sound Department) — «Большие гонки» |                                    |                                    |                                    |
| Лучший звук                                    | • Уолдон О. Уотсон (Universal City Studio Sound Department) — «Шенандоа» |                                    |                                    |                                    |
| Лучшие звуковые эффекты                        | ★ Трег Браун — «Большие гонки» |                                    |                                    |                                    |
| Лучшие звуковые эффекты                        | • Уолтер Росси — «Поезд фон Райена» |                                    |                                    |                                    |
| Лучшие специальные визуальные эффекты          | ★ Джон Стеарс — «Шаровая молния» |                                    |                                    |                                    |
| Лучшие специальные визуальные эффекты          | • Дж. МакМиллан Джонсон — «Величайшая из когда-либо рассказанных историй» |                                    |                                    |                                    |
| Лучший документальный полнометражный фильм     | ★ История Элеоноры Рузвельт / The Eleanor Roosevelt Story (продюсер: Сидни Глэйзер)                                                                                                |                                    |                                    |                                    |
| Лучший документальный полнометражный фильм     | • The Battle of the Bulge... The Brave Rifles / The Battle of the Bulge... The Brave Rifles (продюсер: Лоуренс Э. Маскотт)                                                         |                                    |                                    |                                    |
| Лучший документальный полнометражный фильм     | • The Forth Road Bridge / The Forth Road Bridge (продюсер: Питер Миллс) |                                    |                                    |                                    |
| Лучший документальный полнометражный фильм     | • Отпусти народ мой: История Израиля / Let My People Go: The Story of Israel (продюсер: Маршалл Флаум)                                                                             |                                    |                                    |                                    |
| Лучший документальный полнометражный фильм     | • Умереть в Мадриде / Mourir à Madrid — (продюсер: Фредерик Россиф) |                                    |                                    |                                    |
| Лучший документальный короткометражный фильм   | ★ Быть живым! / To Be Alive! (продюсер: Фрэнсис Томпсон) |                                    |                                    |                                    |
| Лучший документальный короткометражный фильм   | • Mural on Our Street / Mural on Our Street (продюсер: Кирк Смоллмэн) |                                    |                                    |                                    |
| Лучший документальный короткометражный фильм   | • Увертюра / Nyitany (Mafilm Productions) |                                    |                                    |                                    |
| Лучший документальный короткометражный фильм   | • Точка зрения / Point of View (Vision Associates Productions) |                                    |                                    |                                    |
| Лучший документальный короткометражный фильм   | • Страна Йетса / Yeats Country — (продюсеры: Патрик Кэри и Джо Мендоза) |                                    |                                    |                                    |
| Лучший игровой короткометражный фильм          | ★ Цыплёнок / Le Poulet (продюсер: Клод Берри) |                                    |                                    |                                    |
| Лучший игровой короткометражный фильм          | • / Fortress of Peace (продюсер: Лотар Вольф) |                                    |                                    |                                    |
| Лучший игровой короткометражный фильм          | • Скейтер / Skaterdater (продюсеры: Маршалл Баклер, Ноэль Блэк) |                                    |                                    |                                    |
| Лучший игровой короткометражный фильм          | • Снег / Snow (продюсер: Эдгар Энсти) |                                    |                                    |                                    |
| Лучший игровой короткометражный фильм          | • Кусочек времени / Time Piece (продюсер: Джим Хенсон) |                                    |                                    |                                    |
| Лучшая короткометражка (мультипликация)        | ★ Точка и линия / The Dot and the Line: A Romance in Lower Mathematics (продюсеры: Чак Джонс и Лес Голдман)                                                                        |                                    |                                    |                                    |
| Лучшая короткометражка (мультипликация)        | • Пластилин, или происхождение видов / Clay or the Origin of Species (продюсер: Элиот Нойес мл.)                                                                                   |                                    |                                    |                                    |
| Лучшая короткометражка (мультипликация)        | • Сорока-воровка / La gazza ladra — (продюсер: Эмануэле Луццати) |                                    |                                    |                                    |

### Специальные награды
| Категории                                                       | Лауреаты                                                                                | Лауреаты        |
| --------------------------------------------------------------- | --------------------------------------------------------------------------------------- | --------------- |
| Премия за выдающиеся заслуги в кинематографе (Почётный «Оскар») | ★ Боб Хоуп — за неповторимые заслуги перед киноиндустрией и Академией. (Золотая медаль) | Боб Хоуп        |
| Награда имени Ирвинга Тальберга                                 | ★ Уильям Уайлер                                                                         | ★ Уильям Уайлер |
| Награда имени Джина Хершолта                                    | ★ Эдмонд ДеПати                                                                         | ★ Эдмонд ДеПати |

## Научно-технические награды
| Категории | Лауреаты |
| --------- | --- |
| Class I   | Не присуждалась |
| Class II  | • Артур Дж. Хэтч (Strong Electric Corp., дочерняя компания General Precision Equipment Corp.) — за проектирование и разработку дуговой проекционной лампы с дутьем из углеродного волокна. |
| Class II  | • Стефан Кудельски — за проектирование и разработку портативной 1/4-дюймовой кассетной магнитофонной системы Nagra для звукозаписи кинофильмов.                                            |
| Class III | Не присуждалась |